# 佤自治州
佤自治州（緬甸語： [wa̰ kòbàɪɰ̃ ʔoʊʔtɕʰoʊʔ kʰwɪ̰ɰ̃ja̰ táɪɰ̃]）是緬甸的一個自治州。其正式名稱於2010年8月20日以法令公佈。
緬甸政府宣布佤自治州由佤族人自治，但其行政區域事實上由佤邦管理，後者自稱為緬甸第二特區。
但是佤自治州名义上首府户板一直被缅军控制。在1027行動期間，佤邦聲稱保持中立。2024年1月4日，缅甸国家管理委员会作出“同意佤邦政府接管户板、班弄地区”的正式决定。1月5日，緬甸民族民主同盟軍击败缅军并占领户板、班弄，并于同日将二地区移交给佤邦联合军。1月10日至11日，佤邦联合党中央政治局委员、勐冒县委书记肖赛保和佤邦联合党中央候补委员、佤邦政协主席赵岩道等人率領佤邦代表團前往户板地区，與佤自治州原州長尼纳（Nyi Nat）舉行交接儀式，佤邦正式接管户板、班弄地区。
目前佤自治州除马曼镇区南部以外的地区均由佤邦实际控制。

## 行政區劃
根据2008年緬甸宪法第56條的规定，佤自治州由撣邦的以下鄉鎮組成：
- 户板县[註 2]
  - 户板镇区[註 3]
  - 勐冒镇区
  - 班旺镇区
- 马曼县[註 4]
  - 马曼镇区[註 5]
  - 纳盘镇区[註 6]
  - 邦康镇区[註 7]

## 歷任自治州主席
- 昆吞盧（Khun Tun Lu，2011年3月30日—2021年2月1日）
- 尼纳[6][註 8]（Nyi Nat，2021年2月1日—2024年1月10日）